# Lake Mueller
Der Lake Mueller ist ein See im Westland District der Region West Coast auf der Südinsel von Neuseeland.

## Geographie
Der Lake Mueller befindet sich auf einer ungefähren Höhe von 450 m, rund 2,7 km nordwestlich des New Zealand State Highway 8 und rund 4,7 km von dem kleinen Ort Fox Glacier entfernt sowie rund 12,3 km westsüdwestlich der Ortschaft Franz Josef/Waiau. Der See, der über keine erkennbaren Zuflüsse verfügt, umfasst eine Fläche von 60,5 Hektar und erstreckt sich über eine Länge von rund 1,11 km in Nord-Süd-Richtung, bei einer Breite von rund 820 m in Ost-West-Richtung. Der Umfang des Sees beträgt rund 3,68 km. Eine kleine, rund 125 m² große Insel ist im Norden des Sees zu finden.
Eine Entwässerung des Sees findet nur beim Überlauf über einen kleinen Bach in südliche Richtung zum Hauraki Creek statt, der in nordwestliche Richtung fließend schließlich in die Tasmansee mündet.

## Geologie
Der Lake Mueller ist ein durch Gletscher geformter See, der nach Rückzug der Gletscher an Größe gewann.

## Flora und Fauna
Der See ist vollständig von Wald- und Buschland umgeben.